# Charmoy (Aube)
Charmoy é uma comuna francesa na região administrativa de Grande Leste, no departamento de Aube. Estende-se por uma área de 6,89 km². Em 2010 a comuna tinha 64 habitantes (densidade: 9,3 hab./km²).